# 肝細胞癌
肝细胞癌（英語：Hepatocellular carcinoma，簡稱HCC）是成年人中最常见类型的慢性肝癌，并且在肝硬化的患者中也是最常见的死亡原因。
它發生在慢性肝臟炎症的環境中，並且與慢性病毒性肝炎感染（乙型肝炎或丙型肝炎）、酒精或毒素(如黃麴毒素)等接觸相關性極高。某些疾病，如血色素沉著症和α1-抗胰蛋白酶缺乏症，也會顯著增加發展為肝細胞癌的風險。代謝綜合症和非酒精性脂肪肝也被越來越多地認定為肝細胞癌的危險因素。
與任何癌症一樣，肝細胞癌的治療和預後根據腫瘤組織學特徵，大小，癌細胞擴散程度以及整體健康狀況而有所不同。
絕大多數HCC發生在亞洲和撒哈拉以南非洲，在乙型肝炎感染流行的國家，許多人因出生而感染乙型肝炎病毒。由於丙型肝炎病毒感染的增加，美國和其他發展中國家的HCC發病率正在上升。由於不明原因，男性比女性更常見。

## 迹象和症状
肝細胞癌的大多數病例發生在已經有慢性肝病的人群中。他們的症狀可能惡化，也可能在癌症檢測時檢查不出症狀。肝細胞癌可能直接出現黃疸，腹部腫脹，腹部腫脹，容易發生血液凝固異常，食慾不振，非故意（無明顯原因）的體重減輕，腹痛，噁心，嘔吐或疲勞感覺。

## 风险因素
肝細胞癌主要發生在肝硬化患者中，因此風險因素通常包括可能導致肝硬化的慢性肝病的因素。 然而，某些風險因素也與肝細胞癌有著高度相關性。例如，雖然酗酒估計會導致60～70％的肝硬化，但是大部分肝硬化是因為病毒性肝炎引起，而肝細胞癌是繼發於肝硬化的（儘管可能有重疊）。已知风险因素包括：
- 慢性病毒性肝炎(80%權重)
  - 乙型肝炎(50%權重)
  - 丙型肝炎 (25%權重)[5]
- 毒素：
  - 酒精滥用的最常见的引起的肝硬化
  - 黃麴毒素
  - 铁过载状态(血色素沉著症)
- 代谢:
  - 非酒精性脂肪肝炎：高达20%的非酒精性脂肪肝炎會引起肝硬化 [6]
  - 2型糖尿病 (可能因為肥胖)[7]
- 先天性疾病：
  - α1-抗胰蛋白酶缺乏
  - 威尔逊氏病 (有争议的；而另一些推论的风险增加，[8]此類案例研究是罕见[9] ，反對意見認為威爾遜病實際上反而可能賦予保護[10])
  - 血友病，尽管其在统计学上與肝細胞癌症有著較高的相关性，[11]但是这是由于重複的輸血帶來的重症肝炎感染。[12]

這些風險因素的重要性在全球範圍內各不相同。 在中國東南部地區，乙型肝炎感染是地方性的主要原因。 在大多數受乙型肝炎疫苗接種保護的人群中，如美國，HCC最常與肝硬化的原因相關，如慢性丙型肝炎，肥胖和酗酒。
某些良性肝腫瘤，如肝細胞腺瘤，有時可能與共存的惡性HCC相關。 與良性腺瘤相關的惡性腫瘤的真實發生率只有有限的證據; 然而，肝腺瘤的大小被認為對應於惡性腫瘤的風險，因此可以手術去除較大的腫瘤。 腺瘤的某些亞型，特別是具有β-連環蛋白激活突變的亞型特別與肝細胞癌的風險增加有關。
儿童和青少年不太可能有慢性肝病，但是，如果他们患有先天性肝脏疾病，这一事实增加了发展為肝细胞癌的可能性。具體來說，膽汁閉鎖，嬰兒膽汁淤積症，糖原貯積病和其他肝硬化疾病的兒童在童年時期易患肝細胞癌。
患有肝細胞癌的罕見纖維板變性的年輕成年人可能沒有典型的危險因素，即肝硬化和肝炎。

### 糖尿病
根據糖尿病和治療方案的持續時間，二型糖尿病的患者患肝細胞癌症的風險較大(2.5～7.1倍餘非糖尿病人风险)。 懷疑造成這種風險增加的風險因素是循環胰島素濃度，使得胰島素控制不佳的糖尿病患者或升高胰島素輸出的治療（兩種有助於更高循環胰島素濃度的狀態）顯示出比減少循環胰島素濃度糖尿病患者有著更高的肝細胞癌風險， 。
在這方面，一些進行胰島素嚴格控制的糖尿病患者（通過防止其升高）表現出的風險水平低至與一般人群無法區分的水平。因此，這種現象並不孤立於糖尿病2型，因為在諸如代謝綜合徵的其他病症（特別是當存在非酒精性脂肪性肝病或直接的證據時）也發現胰島素調節功能差，再次有證據表明這也有更大的風險。雖然有聲稱合成代謝類固醇濫用者面臨更大的風險 (推测是由于 胰岛素 和胰岛素样生长因子增加)，唯一的证据已经确证的是，合成类固醇使用者更有可能具有肝细胞腺瘤(一个良性腫瘤)轉化为更危险的肝细胞癌。

## 发病机理
如同任何其他癌症一樣，當細胞機制發生突變導致細胞以更高的速率複製和/或導致細胞避免凋亡時，肝細胞癌就會發展。 特別地，乙型肝炎和/或丙型慢性感染可以通過反复引起機體自身的免疫系統攻擊肝細胞，其中一些被病毒感染，其他細胞的無視有助於肝細胞癌的發展。 雖然修復後的這種不斷的損傷循環可能導致修復期間的錯誤，從而導致致癌作用，但是這種假設更適用於目前的丙型肝炎。慢性丙型肝炎在肝硬化階段引起肝細胞癌。然而在慢性乙型肝炎中，其是將病毒基因組整合到感染細胞中可以直接誘導非肝硬化肝臟組織形成幹細胞癌。或者，重複消费大量的乙醇（酒精）可以具有相似的效果。來自某些曲霉屬真菌的毒素——黃曲霉素是一種致癌物質，通過在肝臟中建立來輔助肝細胞癌的致癌作用。黃曲霉素和乙型肝炎病毒在中國和西非等地區的發病率高，導致這些地區肝細胞癌發病率相對較高。 其他病毒性肝細胞如甲型肝炎也不會成為慢性感染，因此與肝細胞癌無關。

## 診斷
肝細胞癌診斷方法隨著醫學影像學的進步而發展。 無症狀患者和具有肝病症狀的患者的評估涉及血液檢查和影像評估。 儘管歷史上需要進行腫瘤的活組織檢查以證明診斷，但影像學（尤其是MRI）的發現可能足以消除組織病理學確認。

### 篩查
由於肝細胞癌最常發生在慢性肝病（例如：病毒性肝炎）和肝硬化（約80％）的情況下，在美國相關人群被提倡使用超聲進行篩查。但是監控建議則有所不同，美國肝病協會建議對40歲以上的亞裔及非裔男性、50歲以上的亞洲女性、HBV和肝硬化患者進行監控。這些人每6個月用超聲波進行篩查。 額外的評估可能包括測量作為腫瘤標誌物的α-胎兒蛋白的血液水平。 α-胎兒蛋白水平升高與活動性肝細胞癌有關。 敏感度> 20％，特異性為80-94％。 然而，在≥200級靈敏度是31，特異性是99％。AFP 和 DCP（des-γ-carboxy prothrombin）的组合筛查可以提高侦测早期肝癌的敏感性。
超聲波（美國）通常是使用的第一種成像和篩選模式。 在美國，肝細胞癌經常出現為一個小的低迴聲病變，邊界定義不明確和內部不規則迴聲。 當腫瘤生長時，有時會出現纖維化，脂肪變化和鈣化等異常。 這種異質性可以看起來類似於肝硬化和周圍肝實質。 系統評價發現，與外植或切除肝臟的病理檢查作為參考標準相比，敏感性為60％（95％CI 44-76％），特異性為97％（95％CI 95-98％）。 AFP相關性靈敏度提高到79％。

### 高風險人群
一個有被較高可能性懷疑患有肝細胞癌的人，例如有症狀或異常血液檢查的人（即α-胎兒蛋白和脫氨基羧基凝血酶原水平），為了評估就需要通過CT或MRI掃描對肝臟進行成像。O簡而言之，這些掃描是通過肝灌注多個階段的靜脈造影進行的，以便通過口譯放射科醫生改善檢測和任何肝臟病變的準確分類。 由於HCC腫瘤的特徵性血流模式，任何檢測到的肝臟病變的特異性灌注模式可以最終確定肝細胞癌症腫瘤。 或者，掃描可以檢測不確定的病變（譬如肝細胞癌和肝內膽管癌），並且可以通過獲得病變的物理樣本來進行進一步的評估（病理分析）。

### 影像學表現
超声波、CT扫描、核磁共振成像可以用于评估的肝細胞癌的。 在CT和MRI上，肝細胞癌症可以有三种不同模式的增长：
- 單發性大腫瘤
- 多發性腫瘤
- 不明浸潤

CT診斷的系統綜述發現，與外植或切除肝臟的病理檢查作為參考標準相比，敏感性為68％（95％CI 55-80％），特異度為93％（95％CI 89-96％）。 採用螺旋CT的三期圖像，靈敏度為90％以上，但這一數據尚未得到屍檢研究證實。
然而，MRI具有提供沒有電離輻射的肝臟的高分辨率圖像的優點。 肝細胞癌在T2加權圖像上顯示為高強度圖案，T1加權圖像上顯示低強度圖案。 MRI的優點是與超聲和CT相比，其可以區分前兩者可能難以區分肝細胞癌症和再生結節的肝硬化患者，具有改善的敏感性和特異性。經過系統評價發現，與外植或肝臟切除病理檢查作為參考標準相比，敏感性為81％（95％CI為70-91％），特異性為85％（95％CI 77-93％）。如果钆對比增強和MRI的彌散加權成像結合，靈敏度會進一步增加。
MRI比CT更為敏感和具有特異性。

肝圖像報告和數據系統（LI-RADS）是一種用於報告CT和MRI檢測到的肝臟病變的分類系統。 放射科醫師使用這個標準化系統報告可疑病變，並提供估計惡性腫瘤的可能性。 按照癌症的關注度，類別範圍從LI-RADS（LR）1到5。如果滿足某些成像標準，則不需要活檢來確認肝細胞癌的診斷。

### 病理學

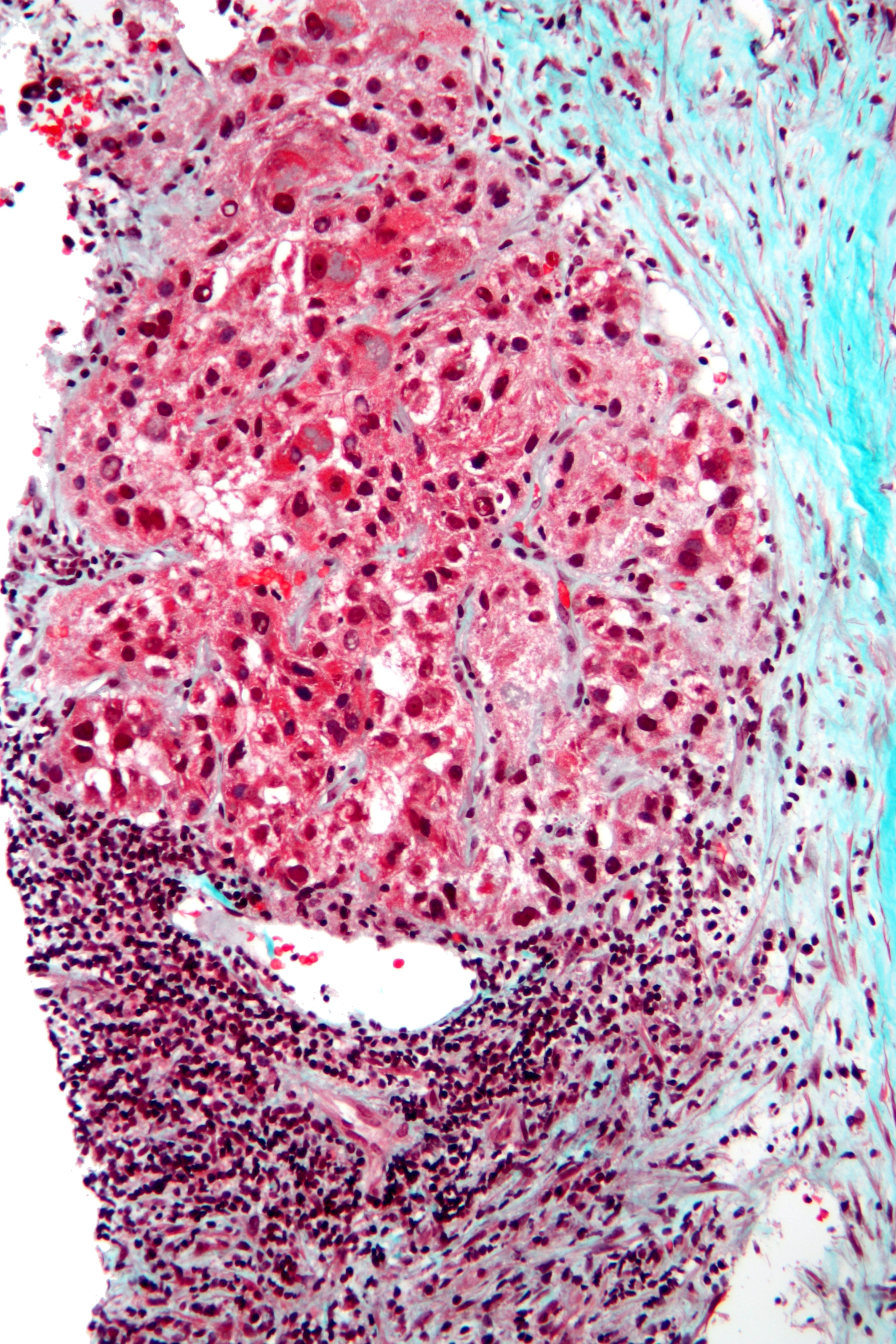
肝細胞癌的顯微照片。 （三色染色；活檢）

在宏觀上，肝癌顯示為結節性或浸潤性腫瘤。 結節型可能是孤立（大質量）或多發（當發展為肝硬化併發症）時。 腫瘤結節是圓形到橢圓形，灰色或綠色（如果腫瘤產生膽汁），良好的外切但不包封。 瀰漫型狹窄，浸潤門靜脈或肝靜脈（很少）。
在顯微鏡下，肝細胞癌有四種建築和細胞學類型（模式）：纖維板，假腺（腺樣體），多形（鉅細胞）和透明細胞。 在分化形式上，腫瘤細胞類似於肝細胞，形成小梁，線和巢，並且可能在細胞質中含有膽汁色素。 在分化不良的形式中，惡性上皮細胞具有透性，多形性，間變性，巨大。 由於血管形成不良，腫瘤的基質和中心壞死。

### 發展階段
肝細胞癌的預後由於肝硬化的作用而受到腫瘤分期以及肝功能的影響。
肝細胞癌有多個分期分類; 然而，由於癌的獨特性，為了充分涵蓋影響肝細胞癌分類的所有特徵，分類系統應納入： 腫瘤大小和數量；血管浸潤和肝外擴散的存在；肝功能（血清膽紅素和白蛋白的水平，腹水和肝門靜脈高壓的存在）；患者的一般健康狀況（由ECOG分類和症狀的存在定義）。
在所有可用的分期分類系統中，巴塞羅那診所肝癌（BCLC）分期分類包括上述所有特徵。 這種分期分類可以用於選擇人們進行治療。
指導治療的重要特徵包括：
- 腫瘤大小
- 遠端傳播（階段）
- 肝臟受累程度
- 腫瘤包膜是否存在
- 肝外轉移是否存在
- 子細胞核是否存在
- 腫瘤血管分佈

MRI是檢測腫瘤膠囊存在的最佳成像方法。
最常見的轉移部位是肺，腹部淋巴結和骨。

## 预防
由于乙型肝炎或丙型肝炎是导致肝细胞癌其中主要原因之一，预防这种感染防止肝细胞癌的關鍵。因此，儿童接种抗乙型肝炎疫苗可能减少未來肝癌的风险。
在患有肝硬化地病人情況呢中、酒精消費是可以避免的。 此外，筛选 血色沉着病 可能有益于一些患者。
通過篩查患有慢性肝病來預防肝細胞癌的效果提升尚不清楚。

## 治疗
肝細胞癌的治療因疾病階段，一個人容忍手術的可能性和肝移植的可獲得性而不同：
1. 治療意向：對於有限的疾病，當癌症被限制在肝臟內的一個或多個區域時，手術去除惡性細胞可能是治愈性的。 這可以通過切除肝臟的受影響部分（部分肝切除術）或在一些情況下通過全身器官的原位肝移植來完成。
2. “過渡”意向：對於有資格進行潛在肝移植的有限疾病，該人可以在等待供體器官變得可用的情況下，對已知腫瘤中的一些或全部進行靶向治療。[38]
3. “抑制”意向：對於尚未擴散到肝臟的中度晚期疾病，但是屬於中晚期，無法獲得治療治療。 可以通過靶向治療來治療該人，以減少活動性腫瘤的大小或數量，目的是在該治療後再次具有肝移植的條件。
4. 姑息意向：適用於更晚期的疾病，包括肝臟擴散或不能耐受手術的患者，旨在減輕疾病症狀和最大限度延長生存期的治療。

局部區域治療（也稱為肝導向治療）是指幾種微創治療術中的任何一種，以靶向肝內肝細胞癌。 這些手術是手術的替代方案，並且可以與其他策略結合考慮，例如以後的肝移植。一般來說，這些治療程序由介入科醫師或外科醫生與醫學腫瘤學家協調進行。 局部區域治療可以指經皮治療，例如微波或冷凍消融，或基於導管的基於動脈的療法，例如化療栓塞（肝動脈）和放射栓塞（肝動脈）。

### 外科手术切除术

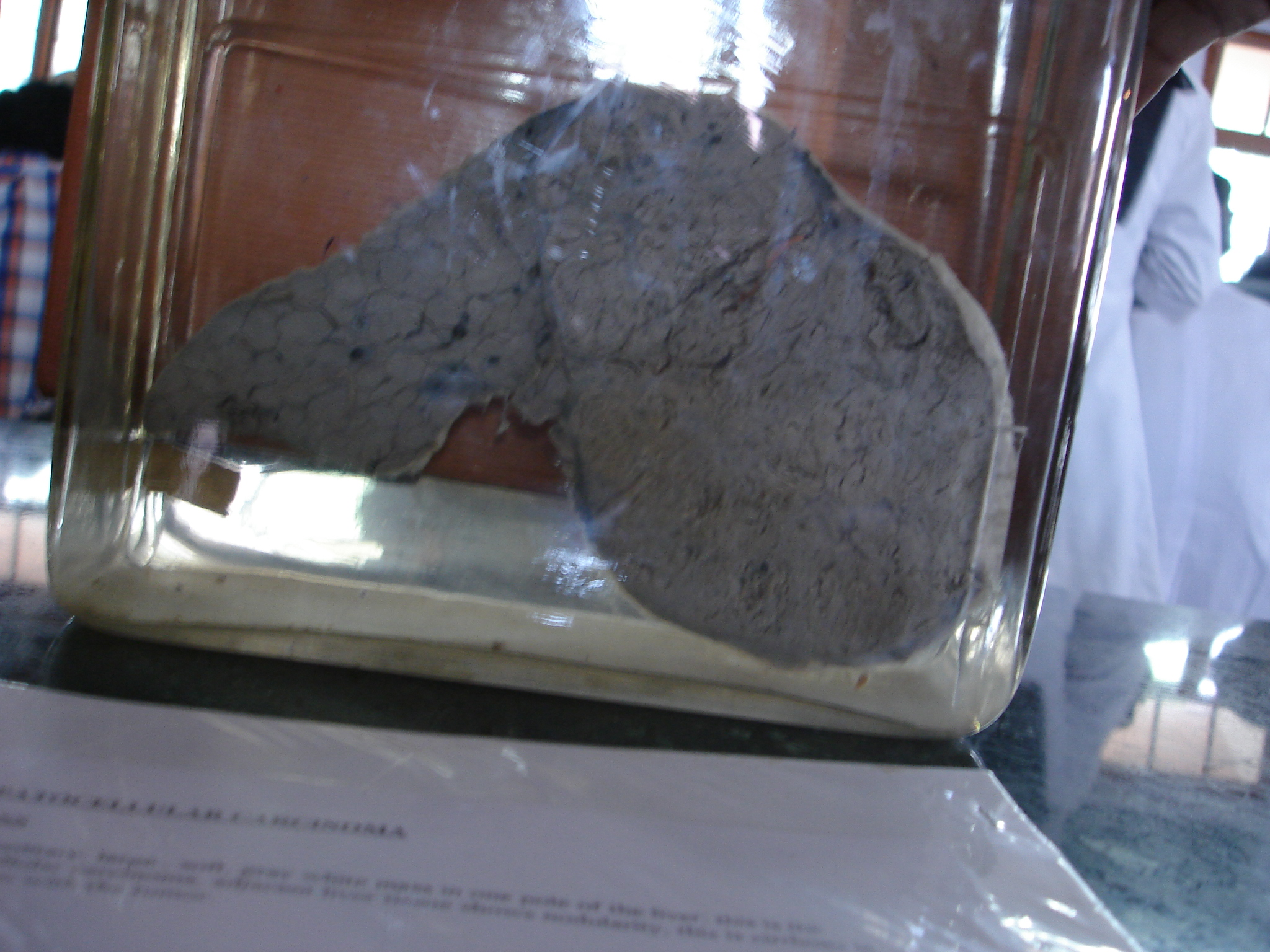
大体解剖的肝细胞癌

手術切除術去除腫瘤，同時保留足夠的剩余健康肝臟以維持正常的生理功能。 手術切除結果有良好的預後，但只有10-15％的患者適合手術切除。這往往是因為廣泛的疾病或較差的肝功能。 例如，肝硬化患者的切除與更高的發病率和死亡率相關。術前評估切除必須包括肝臟成像，以估計術後殘留肝臟殘留量; 為了保持正常功能，殘留肝體積應大於非肝硬化肝臟總體積的25％，並且比肝硬化肝臟總體積的大40％以上。切除後總復發率為50-60％。 新加坡肝癌復發（SLICER）評分可用於估計手術後復發風險。

### 肝移植
肝移植用一種屍體肝臟或活體供體移植來取代患病的肝臟，其存活率在歷史上較低(20% - 36%)。在1996 - 2001年期間，這一比率提高到61.1％，可能與美國移植中心採用米蘭標準有關。在中國擴大的上海標準導致了總體生存和無病生存率與米蘭標準相似。 從2000年後期開始的研究發現，存活率從67％到91％不等。如果肝腫瘤已經轉移，免疫抑製劑移植後藥物就會降低生存的機會。 考慮到這種客觀風險與潛在的高生存率相結合，最近的一些研究得出結論：“LTx可以是沒有肝外轉移的晚期肝細胞癌患者的治療方法”。 由於這些原因和其他原因，現在認為患者選擇是成功的關鍵。

### 消融術
- 射頻消融術（RFA）使用高頻無線電波通過局部加熱來破壞腫瘤。 使用經皮，腹腔鏡或開放手術方法，在超聲圖像引導下將電極插入肝腫瘤。 適用於小腫瘤（<5 cm）。 射頻消融術在單獨腫瘤小於4 mm的患者中具有最佳結果。[46]由於是局部治療，對正常健康組織的影響最小，因此可重複多次。 對於腫瘤較小的患者，存活率更好。 在一項研究中，302例患者中，病變> 5 cm，2.1〜5 cm，≤2cm的3年生存率分別為59％，74％，91％。[47] 比較手術切除和射頻消融的小型肝細胞癌的大型隨機試驗顯示與治療的患者相似的4年生存率和較少的發病率。[48]
- 冷凍消融：冷凍消融是一種用於在寒冷的溫度下破壞組織的技術。腫瘤不被去除，被破壞的癌細胞会被身體重新吸收。正確選擇不可切除的肝腫瘤患者的初步結果與切除術相當。冷凍手術包括將不銹鋼探針放置在腫瘤的中心。液氮通過該裝置的末端循環。將腫瘤和正常肝臟的半英寸邊緣冷凍至-190℃ 15分鐘，這對所有組織是致死的。該區域解凍10分鐘，然後再冷凍至-190℃另外15分鐘。腫瘤解凍後，取出探針，控制出血，手術完成。患者將在重症監護病房中度過第一個手術後的夜晚，通常在3 - 5天內出院。為了取得良好的效果和結果，正確選擇患者和注意執行冷凍手術的細節是必須的。通常，冷凍手術與肝切除術一起使用，因為一些腫瘤被去除，而另一些則用冷凍手術治療。
- 高強度聚焦超聲消融
- 經皮乙醇注射（PEI）良好耐受，小（<3 cm）孤立性腫瘤中的高RR; 截至2005年，在沒有隨機試驗的情況下，比較切除與經皮治療; 復發率與後期復發率相似。 然而，一項比較研究發現，局部治療可以使HCC患者的5年生存率達到60％左右。[49]

### 基於動脈導管的治療
- 經導管動脈化療栓塞（TACE）通常適用於不可切除的腫瘤或作為等待肝臟移植期間的臨時治療。 通過經由腹股溝動脈將陽性對比劑（例如，碘油）和栓塞劑（例如格列芬酰）混合的抗腫瘤藥物（例如順鉑）注入右肝或左肝動脈來完成TACE。 其目的是為了限制腫瘤的血管供應，同時提供靶向化療藥物。 已經顯示TACE在超過米蘭肝移植標準的患者中增加了生存期和下段肝細胞癌症。 接受手術的患者可隨後進行CT掃描，如果腫瘤持續存在，可能需要額外的TACE手術。[50]截至2005年，多項試驗顯示客觀的腫瘤反應和減緩腫瘤進展，但與支持治療相比，可疑的生存獲益; 在肝功能保留的患者，血管入侵不存在和最小的腫瘤患者中看到最大的好處。 TACE不適合大腫瘤（> 8 cm），門靜脈血栓，門靜脈系統分流腫瘤，肝功能不全者。
- 選擇性內部放射治療（SIRT）可用於從內部破壞腫瘤（從而最小化對健康組織的暴露）。 與TACE類似，這是介入科醫師選擇性地向化療藥物供給腫瘤的動脈或動脈注射的過程。 該藥劑通常是併入栓塞微球中的釔-90（Y-90），其駐留在引起局部缺血的腫瘤脈管系統中並將其輻射劑量直接遞送至病變。 這種技術允許更高的局部劑量的輻射直接遞送到腫瘤，同時保持正常的健康組織。 雖然沒有治愈，但患者的生存率卻有所提高。 沒有研究比較SIRT在生存結果方面是否優於TACE，但回顧性研究表明相似的療效。[51] T目前這兩種產品可用，SIR-Spheres和TheraSphere。 後者是FDA批准的原發性肝癌（特指HCC）治療，已在臨床試驗中顯示，以提高低危患者的生存率。SIR-Spheres被FDA批准用於治療轉移性結腸／直腸癌，但在美國之外，SIR-Spheres被批准用於治療任何不可切除的肝癌，包括原發性肝癌。

### 全身治療
全身治療的晚期肝癌患者已將被視為已經擴散到肝臟以外的其他區域。 目前，多激酶抑製劑索拉非尼是唯一一種顯示對肝細胞癌有效的化學療法。

### 其他
- 門靜脈栓塞（PVE）：使用經皮肝穿刺方法，介入放射科醫師將供肝側面的門靜脈栓塞腫瘤。 倖存的肝葉的補償性肥大可以使病人有切除的條件。 這個方法也可以作為移植的過度。
[53]
- 高強度聚焦超聲（HIFU）是一種使用強大的超聲波治療腫瘤的技術。
- 系統綜述評估了12篇文章，共涉及318例用釔-90放射栓塞治療的肝細胞癌患者。.[54] 不包括僅有一名患者的研究，腫瘤的治療後CT評估顯示，評估的患者的反應範圍為29％至100％，除了兩項研究顯示71％或更高的反應之外。

## 預後
通常的結果是差強人意的，因為只有10-20％的肝細胞癌可以用手術完全去除。 如果不能徹底清除癌症，這種疾病通常在3〜6個月內致命。這部分是由於晚期腫瘤介紹，而且肝細胞癌流行率高的地區缺乏醫學專業知識和設施。 然而，生存期可能會有所不同，有時候人們的生存時間可能長於6個月。 轉移性或不可切除性肝細胞癌的預後最近由於索拉非尼（Nexavar®）批准用於晚期肝細胞癌而得到改善。

## 流行病學

2004年，每十萬居民的肝癌（多種原發性肝癌）的死亡率。
no data
less than 7.5
7.5-15
15-22.5
22.5-30
30-37.5
37.5-45
45-52.5
52.5-60
60-67.5
67.5-75
75-110
more than 110

肝細胞癌是全球最常見的腫瘤之一。 肝細胞癌的流行病學表現出兩種主要模式，一種在北美和西歐，另一種在非西方國家，如撒哈拉以南非洲，中亞和東南亞以及亞馬孫河流域。男性通常比女性更容易受到影響，最常見於30歲至50歲之間， 肝細胞癌在全世界每年造成662,000例死亡，其中約一半在中國。

### 非洲和亞洲
在世界某些地區，如撒哈拉以南非洲和東南亞地區，肝細胞癌是最常見的癌症，一般是男性居多，而且在十幾歲和三十幾歲之間。這種變異性部分是由於不同人群中乙型肝炎和丙型肝炎傳播模式不同 - 出生時或周圍的感染易患早期癌症，而不是後者感染。乙型肝炎感染與發展成肝細胞癌之間的時間可以是幾年甚至幾十年，但從肝細胞癌被診斷出來到死亡的平均生存期只有5.9個月，根據一個中國的研究，在1970 - 80年代，在撒哈拉以南非洲根據曼森的熱帶病教科書中，生存期為3個月（中位數生存時間）。 肝細胞癌是中國最致命的癌症之一，90％的病例發現慢性乙型肝炎。在日本，慢性丙型肝炎與90％的肝細胞癌病例有關。感染黃曲霉的食物（特別是在長時間的潮濕季節儲存的花生和玉米）產生黃曲霉毒素是肝細胞癌的另一個危險因素。
在東亞半球，肝細胞癌（HCC）是最常見的癌症。 亞洲肝細胞癌的最常見危險因素是乙型肝炎的高診斷率。然而，在日本，常見的危險因素是丙型肝炎。另一個因素是導致肝細胞癌是稱為黃曲霉毒素的黴菌毒素。 這種黴菌毒素是亞洲許多地區發現的，中國的華南地區是黃曲霉毒素量是亞洲中最多的。 因此，中國是東亞地區肝癌診斷率最高的國家。

### 北美和西歐
肝臟中最常見的惡性腫瘤代表起源於人體其他部位的腫瘤的轉移（擴散）。在源自肝組織的癌症中，肝細胞癌是最常見的原發性肝癌。 在美國，美國監測，流行病學和最終結果（SEER）數據庫程序顯示，肝細胞癌佔所有肝癌病例的65％。 由於為高風險慢性肝病患者制定了篩選計劃，因此西方國家往往在發展中地區比非洲撒哈拉以南地區更早發現肝細胞癌。
急性和慢性肝卟啉症（急性間歇性卟啉症、白喉卟啉症、遺傳性糞紫質症、異位型紫質症）和I型酪氨酸血症是肝細胞癌的危險因素。在肝細胞癌患者中應尋求急性肝卟啉症（AIP，HCP，VP）的診斷，沒有乙型肝炎或丙型肝炎的典型危險因素，酒精性肝硬化或血色素沉著症。 急性肝卟啉症的活躍和潛在遺傳攜帶者都有這種癌症的風險，儘管潛在的遺傳攜帶者比具有經典症狀的遺傳攜帶者發展了癌症。 急性肝卟啉症患者應監測肝細胞癌。
西半球肝癌發病率相對低於東亞。 然而，儘管統計數字較低，但西方肝細胞癌的數量卻有所增加。 自20世紀80年代以來，肝細胞癌的診斷有所增加，並繼續增加，成為癌症死亡的主要原因之一。 肝細胞癌的常見危險因素是丙型肝炎，以及其他健康問題。

## 相關研究

### 先臨床
目前的研究包括尋找在肝細胞癌中變異的基因，抗肝素酶抗體，,蛋白標記物,非編碼RNA（如TUC338） 和其他預測生物標誌物。 A類似的研究正在產生各種其他惡性疾病的結果，希望識別異常基因和所得蛋白質可以導致肝細胞癌的藥理學乾預的鑑定。

### 臨床
JX-594是一種溶瘤病毒，針對這種病症的罕見藥物，其正在接受臨床試驗。

Hepcortespenlisimut-L，口服癌症疫苗也有美國FDA孤兒藥物名稱用於針對肝細胞癌。

晚期HCC患者的隨機試驗對依維莫司和帕瑞肽組合均無顯著療效。

## 縮寫對照
- HCC，肝細胞癌
- TACE，動脈栓塞/化療栓塞
- PFS，無進展生存
- PS，表現狀態
- HBV，乙型肝炎病毒
- PEI，經皮注射乙醇
- RFA，射頻消融
- RR，應答率
- MS，中位生存期

## 延伸閱讀
- Bruix, Jordi; Sherman, Morris; Practice Guidelines Committee, American Association for the Study of Liver Diseases. . Hepatology (Baltimore, Md.). 2005-11, 42 (5): 1208–1236  [2020-11-06]. ISSN 0270-9139. PMID 16250051. doi:10.1002/hep.20933. （原始内容存档于2021-04-28）.
- Tsuzuki, T.; Sugioka, A.; Ueda, M.; Iida, S.; Kanai, T.; Yoshii, H.; Nakayasu, K. . Surgery. 1990-05, 107 (5): 511–520. ISSN 0039-6060. PMID 2159190.

## 外部資源
- NCI Liver Cancer Homepage （页面存档备份，存于）
- Blue Faery: The Adrienne Wilson Liver Cancer Association （页面存档备份，存于）
- Liver cancer overview from Mayo Clinic （页面存档备份，存于）